# Dieter Zurwehme
Dieter Zurwehme (* 2. Juli 1942 in Bochum; † 2020 in Fröndenberg/Ruhr) war ein deutscher Serienmörder. Er sorgte 1999 durch eine mehrmonatige Flucht für ein deutschlandweites mediales Aufsehen. Ebenfalls wird er in der deutschen TV-Serie Anwälte der Toten erwähnt (2025).

## Leben
Dieter Zurwehme wurde als unehelicher Sohn einer Deutschen und eines polnischen Zwangsarbeiters in Bochum geboren. Er wuchs bei seinen Adoptiveltern Ferdinand und Wilhelmine Zurwehme in Ottbergen im Weserbergland (heute ein Stadtteil von Höxter), später in verschiedenen Erziehungseinrichtungen auf. Sein Adoptivvater arbeitete als Oberzugführer bei der Reichsbahn.
Er wurde bereits im Alter von zwölf Jahren auffällig, als er versuchte, ein 15-jähriges Mädchen auszurauben. Mit 17 Jahren erhielt er aufgrund von Diebstahl und schwerem Raub eine erste Jugendstrafe. Nach der Flucht aus einer Jugendstrafanstalt versteckte sich Zurwehme über Monate in Erdhöhlen, Gartenlauben und Ferienhäusern. Er bewarb sich als deutscher Freiwilliger für die französische Fremdenlegion in Metz, wurde jedoch abgelehnt. 1965 bedrohte, würgte und vergewaltigte Zurwehme eine Freundin in Niederbachem bei Bad Godesberg; im November 1972 tötete er bei einem Raubüberfall auf ein Immobilienbüro in Düren eine Mitarbeiterin durch Stiche in den Hals. Aufgrund dieser Tat wurde er 1974 wegen Mordes sowie in Tatmehrheit wegen Sexual- und Raubstraftaten und Kfz-Diebstählen vom Landgericht Aachen zu einer lebenslangen Freiheitsstrafe verurteilt.
Während der Haft in der Justizvollzugsanstalt Bielefeld-Brackwede sahen Psychologen eine scheinbare Persönlichkeitsänderung; so erlernte Zurwehme dort Latein und Französisch und erhielt wegen guter Führung ab 1988 regelmäßigen Hafturlaub. 1997 verlegte man ihn in den offenen Vollzug in die Justizvollzugsanstalt Bielefeld-Senne.

### Flucht
Am 2. Dezember 1998 kehrte Zurwehme von seinem 166. Freigang nicht zurück in die JVA Bielefeld-Senne. Seine Spur verlor sich schnell, und die Fahndungsmaßnahmen der Polizei blieben erfolglos. Auf seiner Flucht tötete er am 21. März 1999 in Remagen vier Menschen: einen 71-Jährigen, der ihn erkannte, erstach er in dessen im Umbau befindlicher Villa, wo Zurwehme übernachtet hatte. Als das Handy des Opfers klingelte, meldete sich Zurwehme und erklärte der anrufenden Ehefrau seines Opfers, ihrem Mann sei etwas zugestoßen, alles Weitere wolle er ihr in einem persönlichen Gespräch mitteilen. Nachdem ihm die schockierte Ehefrau ihre Adresse genannt hatte, suchte er sie in ihrem Haus auf und tötete sie, ihren Bruder und ihre Schwägerin auf die gleiche Weise.
Er setzte seine Flucht danach fort, auf der er sich mit Geld aus Raubüberfällen und diversen Aushilfsjobs über Wasser hielt und auch eine Vergewaltigung beging. Die Flucht führte ihn über Bochum, Remagen, Lindau, Dessau, Frankfurt am Main, Calw, Baden-Baden, Freiburg im Breisgau und Cuxhaven. Zurwehme schaffte es im Verlauf seiner Flucht immer wieder, den Fahndern zu entkommen. So gelang es ihm, aus einem bereits umstellten Maisfeld zu fliehen oder nur wenige Minuten vor Eintreffen der Polizei zu flüchten. Durch etliche Ermittlungspannen der Polizei wurde die Fahndung zusätzlich erschwert. Am 20. Juli 1999 wurde Dieter Zurwehme in einem Waldstück zwischen den Ortschaften Ostermunzel, Almhorst und Dedensen bei Seelze von einem Jäger erkannt, als er ihn nach dem Weg nach Hannover, das ca. 10 Kilometer entfernt liegt, gefragt hatte. Der Jäger war auf ihn aufmerksam geworden, da er verwahrlost aussah. Die Polizei durchkämmte den Wald am nächsten Morgen. Sie begründete ihre Taktik damit, dass er die Einsatzkräfte sonst vorher bemerken und hätte flüchten können. Außerdem wäre er im erschöpften Zustand gefährlicher gewesen. Auf einem Hochsitz bei Ostermunzel entdeckten die Fahnder Wolldecken und andere Gegenstände, die darauf hindeuten, dass dort kurz zuvor jemand übernachtet hatte. Ob es Zurwehme war, konnte nicht nachgewiesen werden.

### Tod von Friedhelm Beate
Am 27. Juni 1999 wurde in der Sendung Kripo live des MDR eine Fahndung nach Dieter Zurwehme ausgestrahlt, der mit Wanderstock und Rucksack unterwegs sei. Nach der Ausstrahlung meldete sich neben zahlreichen Anrufern eine Kellnerin aus dem thüringischen Heldrungen bei der Polizei und gab an, in dem Hotel, in dem sie arbeite, sei ein Gast mit Spazierstock und Rucksack abgestiegen. Hierbei handelte es sich um den Rentner und Hobby-Wanderer Friedhelm Beate (* 29. Juli 1936 in Köln), welcher auch Mitglied im Deutschen Alpenverein und Geschäftsführer des Radclubs Adler Köln war. Die drei Stunden später im Hotel eintreffenden Polizisten hatten allerdings kein Foto Zurwehmes bei sich, sodass die Identität des Tatverdächtigen nicht verifiziert werden konnte. Als sich die in Zivil gekleideten Polizisten Zutritt zum Zimmer Beates verschaffen wollten, versuchte dieser, die Tür zuzudrücken, weil er offenbar an einen Überfall glaubte. Daraufhin gaben die Beamten zwei Schüsse ab. Ein Schuss traf Beate ins Herz, der andere streifte seine Rippen. Die Beamten öffneten die Zimmertür nicht, sondern warteten bis zum Eintreffen des Spezialeinsatzkommandos, was eine halbe Stunde dauerte. Daraufhin wurde Friedhelm Beate am Boden des Zimmers liegend tot aufgefunden. Gegen die Polizisten wurde ein Ermittlungsverfahren wegen fahrlässiger Tötung eingeleitet. Im Untersuchungsbericht beriefen sich die Polizisten darauf, dass sie davon ausgegangen waren, dass es sich bei dem Mann im Zimmer um den Schwerverbrecher Zurwehme handele. Die Schüsse aus den Waffen der Polizisten hätten sich unbeabsichtigt gelöst, hieß es im Abschlussbericht, der Gutachten der bayerischen Kriminaloberrätin Petra Sandles und des Bundeskriminalamtes zusammenfasste. Das Verfahren wurde eingestellt. Zehn Jahre nach seinem Tod ließ Beates Witwe eine Bank zu seinem Gedenken am Adenauer-Weiher in Köln-Müngersdorf aufstellen. Die Fahndungspanne wurde im Thüringer Landtagswahlkampf aufgegriffen, im Deutschlandradio in einem Hörspiel thematisiert und dient als Beispiel für misslungene Öffentlichkeitsfahndungen und Polizeieinsätze.

### Erneute Verhaftung und Verurteilung
Am 19. August 1999 wurde ein Autofahrer in Greifswald, der nur wenige Tage zuvor in einem Fernsehbericht Zurwehmes Bild gesehen hatte, zufällig auf diesen aufmerksam. Die herbeigerufenen Streifenpolizisten konnten den Verbrecher stellen und in der Gützkower Straße festnehmen. Als man ihn nach seinem Ausweis fragte und Zurwehme die Ausweglosigkeit der Situation erkannte, soll er sich mit den Worten „Ich bin der, den Sie suchen“ ergeben haben. Wegen vierfachen Mordes, schweren Raubes, Vergewaltigung, Nötigung und Freiheitsberaubung verurteilte das Landgericht Koblenz Zurwehme im Juni 2000 zu lebenslanger Freiheitsstrafe und Sicherungsverwahrung. Er war zuletzt in der JVA Bochum inhaftiert. Am 15. Februar 2001 heiratete Zurwehme eine Kellnerin aus dem Berliner Bezirk Spandau.
2019 wurde er von der Strafhaft in die Sicherungsverwahrung überstellt. 2020 verstarb er im Alter von 78 Jahren im JVA-Krankenhaus Fröndenberg.
Ein weiterer vierfacher Mord, der an niederländischen Urlaubern in einem Landhaus in Südfrankreich während Zurwehmes Fluchtzeit am 22. Mai 1999 begangen wurde, wurde ursprünglich ebenfalls mit ihm in Verbindung gebracht. Dieser Verdacht stellte sich später als falsch heraus.